# بی‌رحم (ترانه)
«بی‌رحم» (انگلیسی: Brutal)، آهنگی است که توسط خواننده و ترانه‌سرای آمریکایی، اولیویا رودریگو ضبط شده‌است. این آهنگ از طریق یونیورسال موزیک در ۳ سپتامبر ۲۰۲۱ به عنوان پنجمین تک‌آهنگ از اولین آلبوم رودریگو «ترش» برای رادیو پرطرفدار معاصر ایتالیا منتشر شد. «بی رحم» توسط رودریگو و تهیه‌کننده آن دن نیگرو نوشته شده‌است.
«بی‌رحم» که یک آهنگ آلترناتیو راک، گرانج و پاپ پانک است، توسط سازهای هارد راک متشکل از گیتارهای الکتریک و درام‌های بی پروا هدایت می‌شود. اشعار آن بیانگر ترس، نگرانی و ناامیدی رودریگو در نوجوانی است که وارد دوران بزرگسالی می‌شود. موزیک ویدیوی همراه با این آهنگ در ۲۳ اوت ۲۰۲۱ منتشر شد. این موزیک از عناصر بصری سنگین دهه‌های ۱۹۹۰ تا ۲۰۰۰، به‌ویژه بازی‌های ویدیویی آن دوران، و در عین حال «ناراحتی نوجوانان» را به تصویر می‌کشد. از نظر تجاری، این آهنگ به ۲۰ آهنگ برتر در کشورهای مختلف رسید. در ایالات متحده، در رتبه ۱۲ در ۱۰۰ آهنگ داغ بیلبورد قرار گرفت و در صدر جدول آهنگ‌های هات راک و آلترناتیو قرار گرفت.

## تهیه کنندگی
«بی‌رحم» یکی از یازده آهنگ از اولین آلبوم اولیویا رودریگو ترش است. این آهنگ از این ایده که سال‌های نوجوانی بهترین سال‌ها هستند، خشمگین است و احساس ناامیدی نوجوانی را به اشتراک می‌گذارد. این توسط رودریگو و تهیه‌کننده آهنگ دن نیگرو نوشته شده‌است. این آهنگ به عنوان یک آهنگ پاپ پانک، پاپ راک، آلت راک، و گرانج با عناصری از راک مستقل و پانک توصیف شده‌است.
«بی رحم» دارای یک ریف گیتار شبیه به آهنگ ۱۹۷۸ الویس کاستلو «پمپش کن» است که منجر به اتهام سرقت ادبی می‌شود. کاستلو - که از «بلوز دلتنگ زیرزمینی» باب دیلن به عنوان الهام بخش «پمپش کن» نام برد - به توییتی در مورد این موضوع پاسخ داد: "این از نظر من خوب است… این کار راک اند رول است. شما قطعات شکسته را بردارید. یک هیجان دیگر و یک اسباب بازی کاملاً جدید بسازید. این کاری است که من انجام دادم.»